# Festa del Cinema di Roma 2020
La 15ª edizione della Festa del Cinema di Roma si è tenuta dal 15 al 25 ottobre 2020 presso l'Auditorium Parco della Musica di Roma.
Il festival è stato aperto da Soul di Pete Docter e chiuso da Cosa sarà di Francesco Bruni. In questa edizione, per il sesto anno sotto la direzione artistica di Antonio Monda, sono stati assegnati i Premi alla carriera e il Premio del Pubblico BNL.

## Selezione ufficiale
- 9 jours à Raqqa, regia di Xavier de Lauzanne (Francia)
- After Love, regia di Aleem Khan (Regno Unito)
- Ammonite, regia di Francis Lee (Regno Unito)
- Un altro giro (Druk), regia di Thomas Vinterberg (Danimarca)
- De nos frères blessés, regia di Hélier Cisterne (Francia, Belgio, Algeria)
- Des hommes, regia di Lucas Belvaux (Francia, Belgio)
- Il discorso perfetto (Le discours), regia di Laurent Tirard (Francia)
- Estate '85 (Été 85), regia di François Ozon (Francia)
- Fireball: Visitors from Darker Worlds, regia di Werner Herzog e Clive Oppenheimer (Regno Unito, Austria, Stati Uniti d'America)
- Fortuna, regia di Nicolangelo Gelormini (Italia)
- Home, regia di Franka Potente (Germania, Francia)
- I Carry You With Me, regia di Heidi Ewing (Stati Uniti d'America, Messico)
- The Jump, regia di Giedrė Žickytė (Lituania, Lettonia, Francia)
- Las mejores familias, regia di Javier Fuentes-León (Perù, Colombia)
- La nostra storia (El olvido que seremos), regia di Fernando Trueba (Colombia)
- Ricochet, regia di Rodrigo Fiallega (Messico, Spagna)
- The Shift, regia di Alessandro Tonda (Italia, Belgio)
- Small Axe, episodi Mangrove, Lovers Rock, Red, White and Blue, regia di Steve McQueen (Regno Unito)
- Soul, regia di Pete Docter e Kemp Powers (Stati Uniti) - film di apertura
- Stardust - David prima di Bowie (Stardust), regia di Gabriel Range (Regno Unito)
- Supernova, regia di Harry Macqueen (Regno Unito)
- Time, regia di Garrett Bradley (Stati Uniti d'America)
- True Mothers (Asa ga Kuru), regia di Naomi Kawase (Giappone)
- Under the Open Sky, regia di Miwa Nishikaw (Giappone)

### Tutti ne parlano
- L'ombra delle spie (The Courier), regia di Dominic Cooke (Regno Unito)
- Palm Springs - Vivi come se non ci fosse un domani (Palm Springs), regia di  Max Barbakow (Stati Uniti, Hong Kong)
- Peninsula, regia di Yeon Sang-ho (Corea del Sud)
- The Reason I Jump, regia di Jerry Rothwell (Regno Unito, Stati Uniti d'America)
- Seize printemps, regia di Suzanne Lindon (Francia)

### Eventi speciali
- Cosa sarà, regia di Francesco Bruni (Italia) - film di chiusura
- Francesco, regia di Evgeny Afineevsky (Stati Uniti d'America, Repubblica Ceca)
- Fuori era primavera - Viaggio nell'Italia del lockdown, regia di Gabriele Salvatores (Italia)
- Mi chiamo Francesco Totti, regia di Alex Infascelli (Italia)
- Ostia criminale – La mafia a Roma, regia di Stefano Pistolini (Italia)
- Romulus, episodi Tu e Regere, regia di Matteo Rovere (Italia)

### Omaggi e restauri
- Alida, regia di Mimmo Verdesca (Italia)
- Donna di quadri - Graziella Lonardi Buontempo, regia di Gabriele Raimondi (Italia)
- In nome della legge, regia di Pietro Germi (1949)
- La Fellinette, regia di Francesca Fabbri Fellini (Italia) - cortometraggio
- Fellinopolis, regia di Silvia Giulietti (Italia)
- Glauber, Claro, regia di César Meneghetti (Brasile)
- Padre padrone, regia di Paolo e Vittorio Taviani (1977)
- Vera & Giuliano, regia di Fabrizio Corallo (Italia)

### Riflessi
- Le Eumenidi, regia di Gipo Fasano (Italia)
- Hasta el cielo, regia di Daniel Calparsoro (Spagna)
- Honeydew, regia di Devereux Milburn (Stati Uniti)
- Leur Algérie, regia di Lina Soualem (Francia, Algeria, Svizzera, Qatar)
- Maledetta primavera, regia di Elisa Amoruso (Italia, Francia)
- Marino y Esmeralda, regia di Luis R. Garza (Messico)
- We Are the Thousand - L'incredibile storia di Rockin'1000, regia di Anita Rivaroli (Italia)

## Alice nella città
La 18ª edizione di Alice nella città si è tenuta a Roma nelle stesse date della Festa del Cinema.

### Concorso
- Calamity (Calamity, une enfance de Martha Jane Cannary), regia di Rémi Chayé (Francia, Danimarca)
- Felicità, regia di Bruno Merle (Francia)
- Gagarine - Proteggi ciò che ami (Gagarine), regia di Fanny Liatard e Jérémy Trouilh (Francia)
- Ibrahim, regia di Samir Guesmi (Francia)
- Kajillionaire - La truffa è di famiglia (Kajillionaire), regia di Miranda July (Stati Uniti d'America)
- Nadia, Butterfly, regia di Pascal Plante (Canada)
- Puntasacra, regia di Francesca Mazzoleni (Italia)
- Shadows, regia di Carlo Lavagna (Italia, Irlanda)
- Slalom, regia di Charlène Favier (Francia, Belgio)
- Stray, regia di Elizabeth Lo (Stati Uniti d'America)
- Tigers, regia di Ronnie Sandahl (Svezia, Italia, Danimarca)
- La vita che verrà - Herself (Herself), regia di Phyllida Lloyd (Irlanda, Regno Unito)

### Fuori concorso Italia
- Io sto bene, regia di Donato Rotunno
- Hangry Butterflies, regia di Maruska Albertazzi
- Il cielo da una stanza, regia di Virginia Valsecchi
- Climbing Iran, regia di Francesca Borghetti
- Cuban Dancer, regia di Roberto Salinas
- Il mio corpo, regia di Michele Pennetta
- Movida, regia di Alessandro Padovani
- Palazzo di giustizia, regia di Chiara Bellosi

### Sintonie
in collaborazione con la Biennale di Venezia 77
- Figli del sole (Khoršid), regia di Majid Majidi (Iran)
- Listen, regia di Ana Rocha de Sousa (Regno Unito, Portogallo)
- Nessuno di speciale (Mainstream), regia di Gia Coppola (Stati Uniti d'America)
- Nowhere Special - Una storia d'amore (Nowhere Special), regia di Uberto Pasolini (Italia, Romania, Regno Unito)
- La Nuit des rois, regia di Philippe Lacôte (Costa d'Avorio, Francia, Canada)
- I predatori, regia di Pietro Castellitto (Italia)

### Serie
- Pure, regia di Aneil Karia (Regno Unito)
- Stalk, regia di Simon Bouisson (Francia)
- L'Alligatore, regia di Daniele Vicari ed Emanuele Scaringi (Italia)
- Rita Levi-Montalcini, regia di Alberto Negrin (Italia)

### Eventi speciali
- The Specials - Fuori dal comune (Hors normes), regia di Éric Toledano e Olivier Nakache (Francia, Belgio)
- Sul più bello, regia di Alice Filippi (Italia)
- Wendy, regia di Benh Zeitlin (Stati Uniti d'America)
- Sweet Thing, regia di Alexandre Rockwell (Stati Uniti d'America)
- Il futuro siamo noi (Demain est à nous), regia di Gilles De Maistre (Francia)
- La storia di Olaf (Once Upon a Snowman), regia di Trent Correy e Dan Abraham (Stati Uniti d'America) - cortometraggio
- Trash - La leggenda della piramide magica, regia di Luca Della Grotta e Francesco Dafano (Italia)
- Quello che tu non vedi (Words on Bathroom Walls), regia di Thor Freudenthal (Stati Uniti d'America)
- 100% lupo (100% Wolf), regia di Alexs Stadermann ( Australia)

## Premi
- Premi alla carriera: Pete Docter,[4] Steve McQueen[5]
- Premio del pubblico BNL: Estate '85 (Été 85), regia di François Ozon[6]